# Japans självförsvarsstyrkor
Japans självförsvarsstyrkor (japanska: 自衛隊, Jieitai, internationellt: Japan Self-Defense Forces, kort JSDF) eller Japans försvarsmakt (förenklat) är den japanska motsvarigheten till det som i andra länder utgörs av väpnade styrkor. 
Enligt Japans konstitution som antogs 1946 är landet förbjudet att hålla sig med militära stridskrafter, och medlemmarna i självförsvarsstyrkorna är inte militärer eller soldater, utan en uniformerad kår av civila statstjänstemän. Sin civila status till trots har självförsvarsstyrkorna ändå en militär prägel och är indelad i tre grenar med inriktning på landbaserat, luftrums- och maritimt självförsvar vilket närmast motsvarar en indelning i armé, flygvapen och flotta.

## Bakgrund
Självförsvarsstyrkorna bildades 1954 med amerikanskt stöd i samband med den kris som utlösts av Koreakriget. Bildandet föranledde dock inte någon förändring av författningen utan baserades på en omtolkning av landets efterkrigskonstitution och en doktrin om upprättande av strikt defensiva civila självförsvarsstyrkor i motsats till en krigsmakt avsedd för offensiva operationer utomlands.

## Internationella uppdrag
Fram till 1992 innebar doktrinen även ett förbud mot att sätta in självförsvarsstyrkorna utanför Japan, men genom lagstiftning gavs ett mandat att kunna delta i Förenta nationernas fredsbevarande operationer. Lagen tillåter medlemmar ur självförsvarsstyrkorna att med arbeta med humanitärt bistånd vid fredsbevarande operationer utanför Japan, och eftersom de inte tillåts vara kombattanter klassificeras de istället som biståndsarbetare även när de bär uniform och vapen. De aktiviteter som lagen tillåter i relation till humanitärt bistånd omfattar:
- Hälsovård samt sanitära förhållanden
- Eftersöknings-, räddningsuppdrag och repatriering
- Distribution av livsmedel, kläder, sjukvårdsutrustning och andra förnödenheter
- Bygg- och anläggningsarbeten för drabbade
- Återuppbyggnad av anläggningar som skadats under konflikt
- Återställande av miljö och omgivningar som skadats under konflikt

Nyligen har spänningar, framförallt med Nordkorea och Kina, åter väckt debatten om självförsvarsstyrkornas status och dess förhållande till det japanska samhället i övrigt.

## Personal och organisation
De japanska självförsvarsstyrkorna bestod 2005 av 239 430 personer varav:
- 147 737 i Japans markbaserade självförsvarsstyrkor (陸上自衛隊 Rikujō Jieitai?),
- 44 327 i Japans maritima självförsvarsstyrkor (海上自衛隊 Kaijō Jieitai?),
- 45 517 i Japans flygburna självförsvarsstyrkor (航空自衛隊 Kōkū Jieitai?),
- 1 849 i stabsfunktioner, och
- 57 899 i reservstyrkorna.

## Galleri

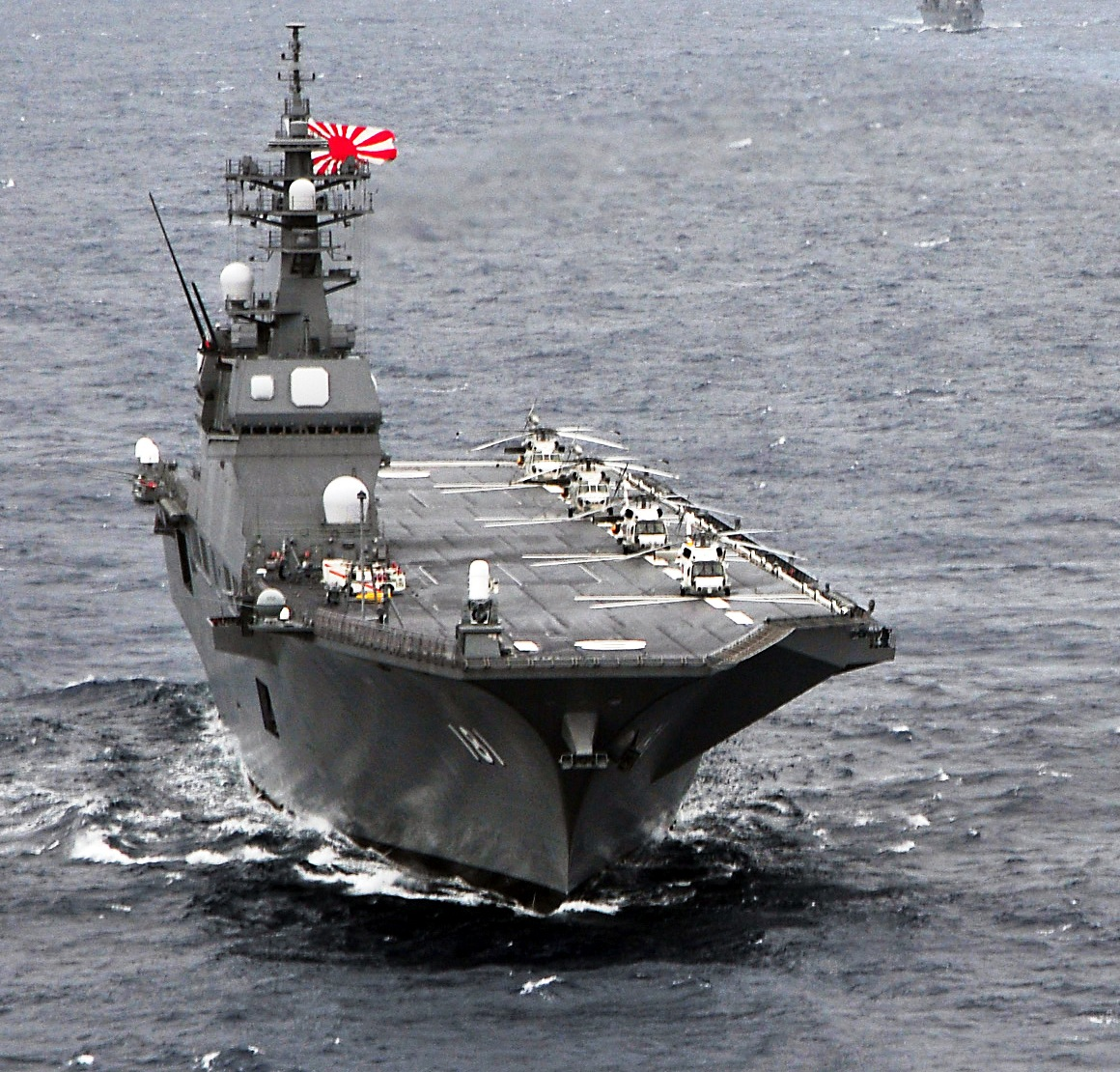
Hangarfartyget Hyūga (av juridiska skäl kallad en "helikopterförande jagare"), tagits i bruk under 2009.
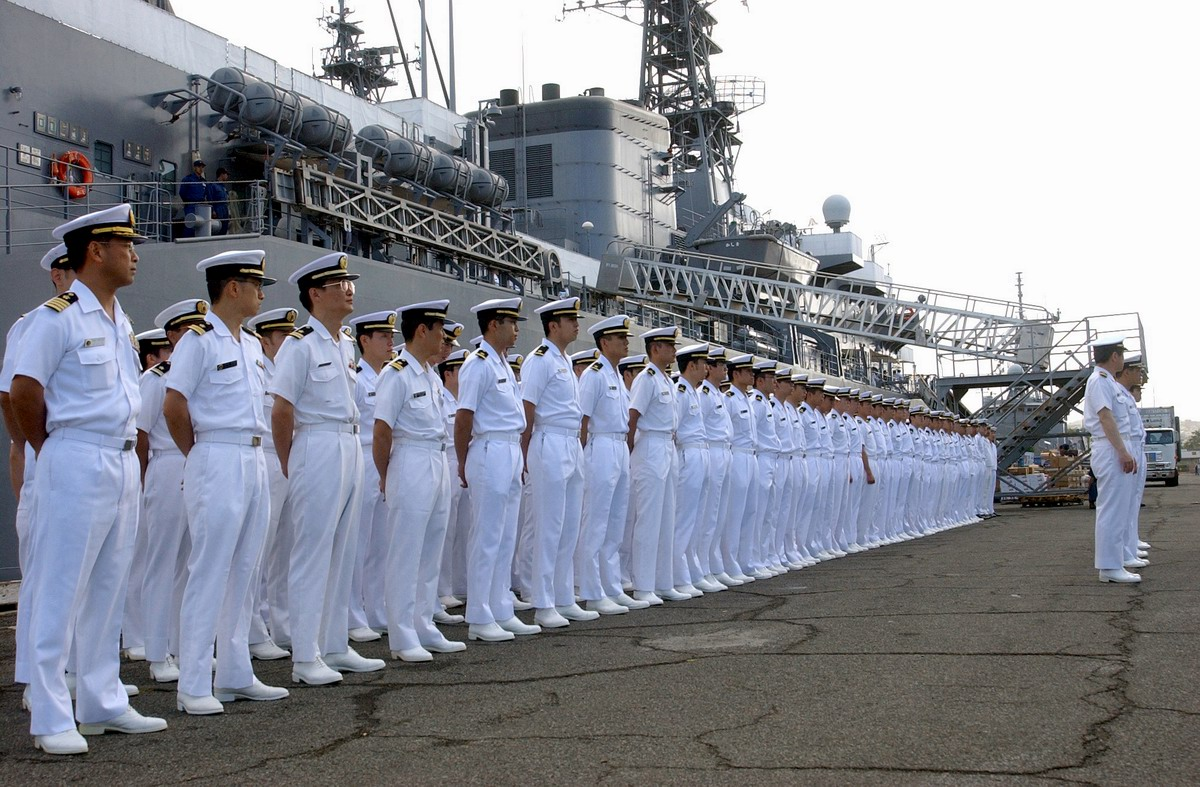
Japanska sjömän framför JDS Kashima i Pearl Harbor.
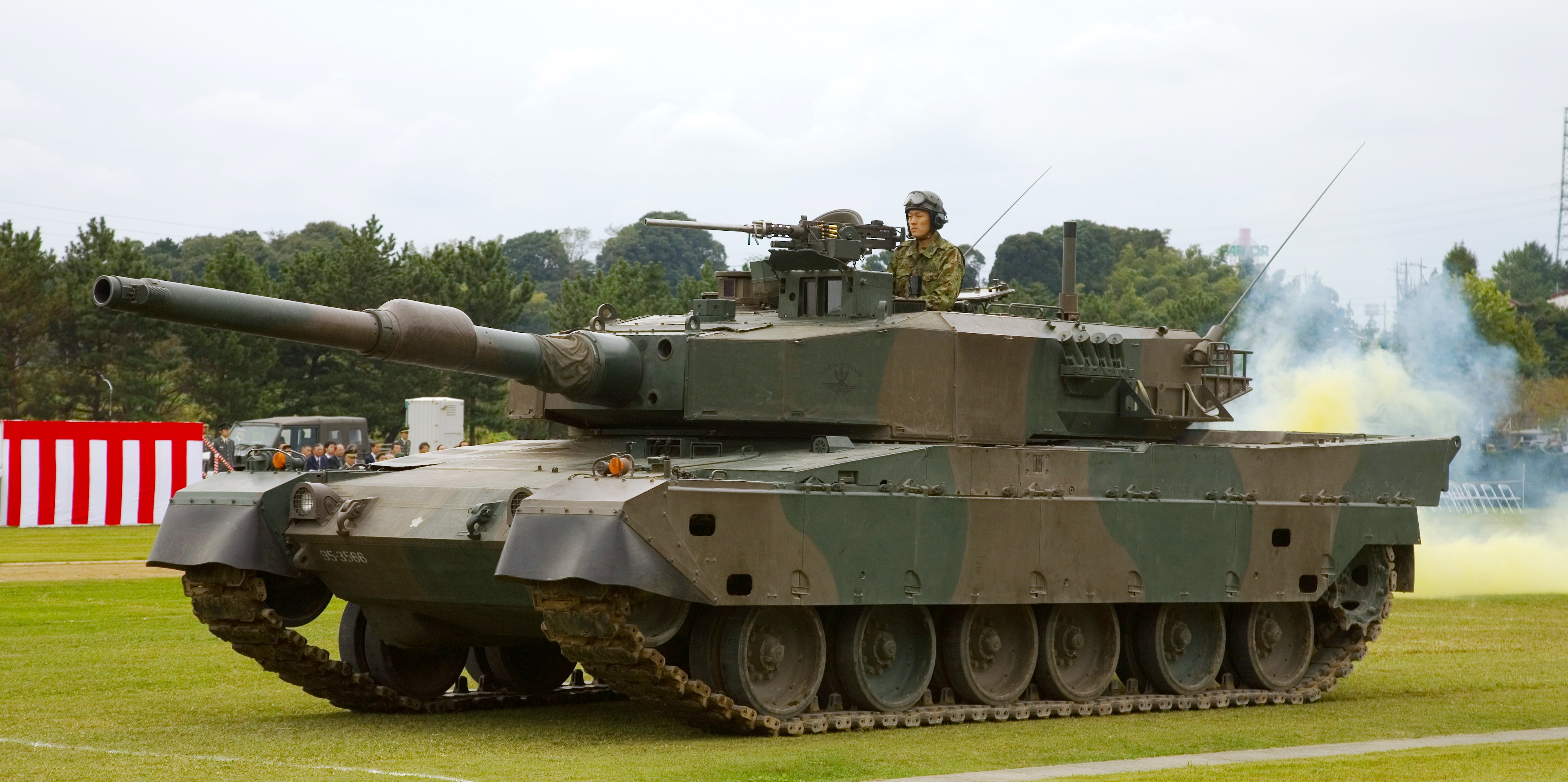
Stridsvagn typ 90
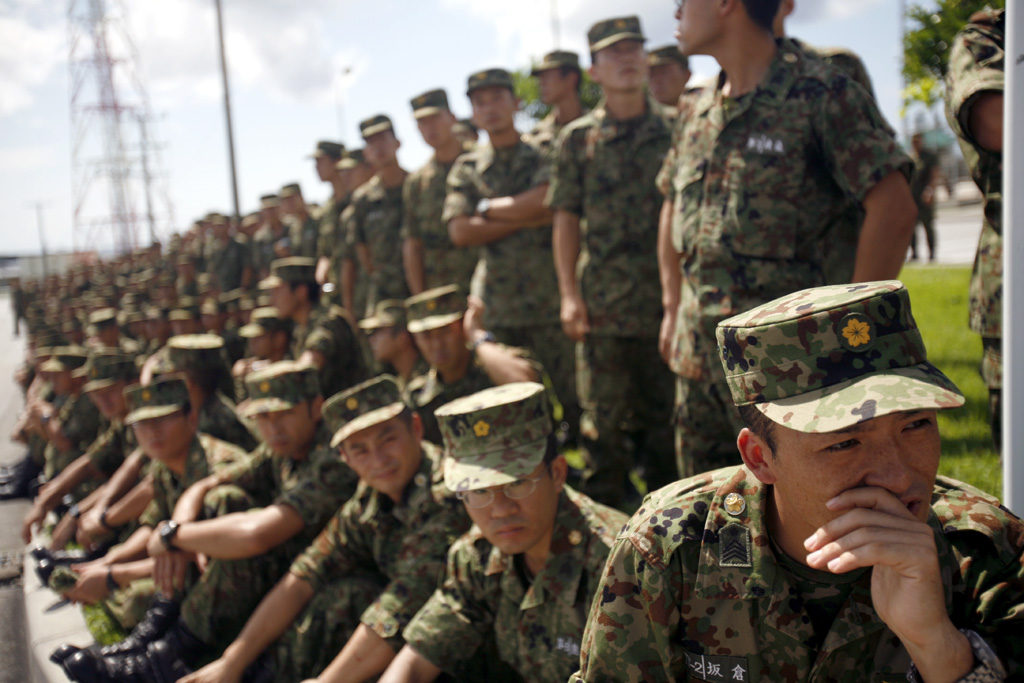
Kadetter vid självförsvarsstyrkornas högskola
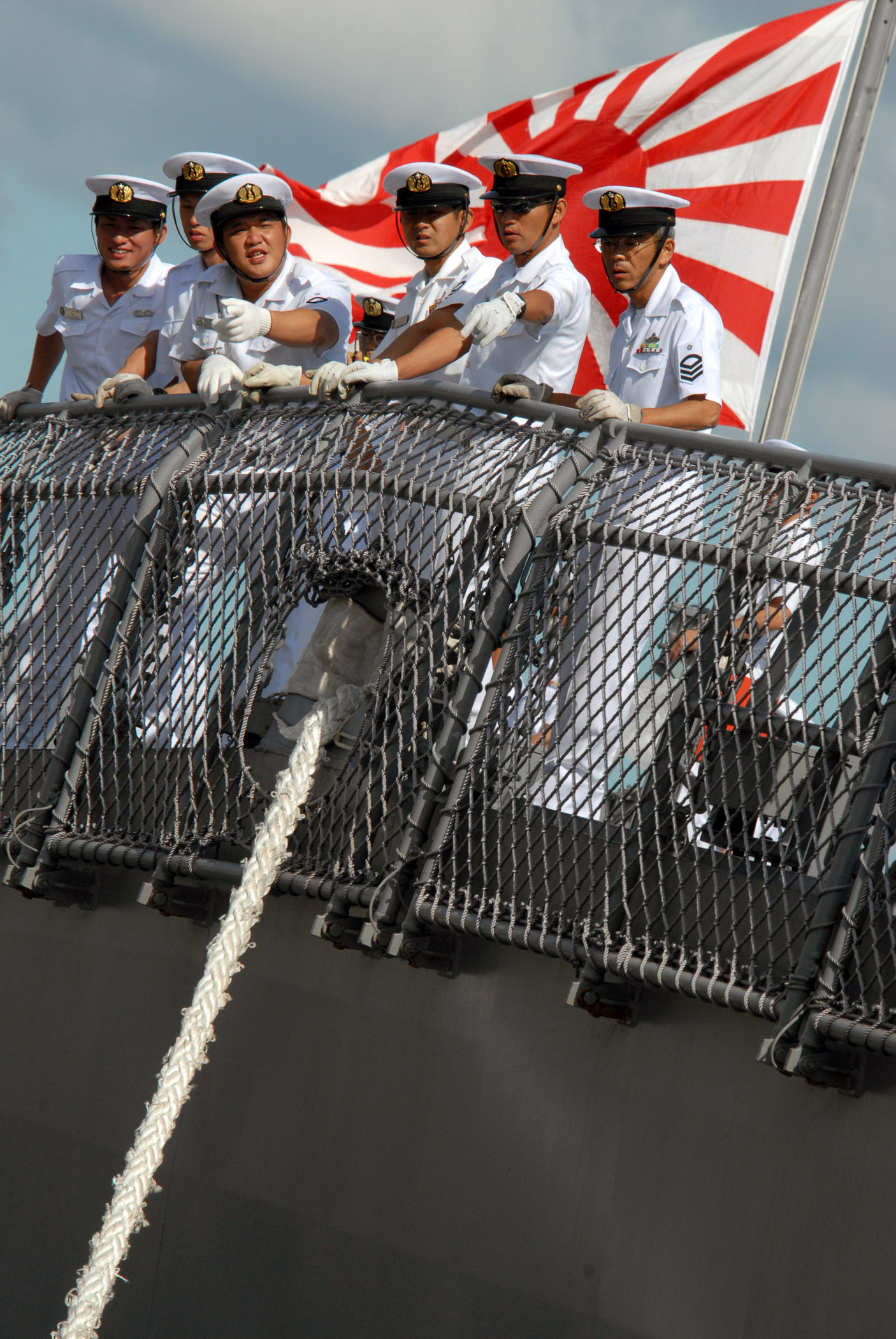
Japanska flottister
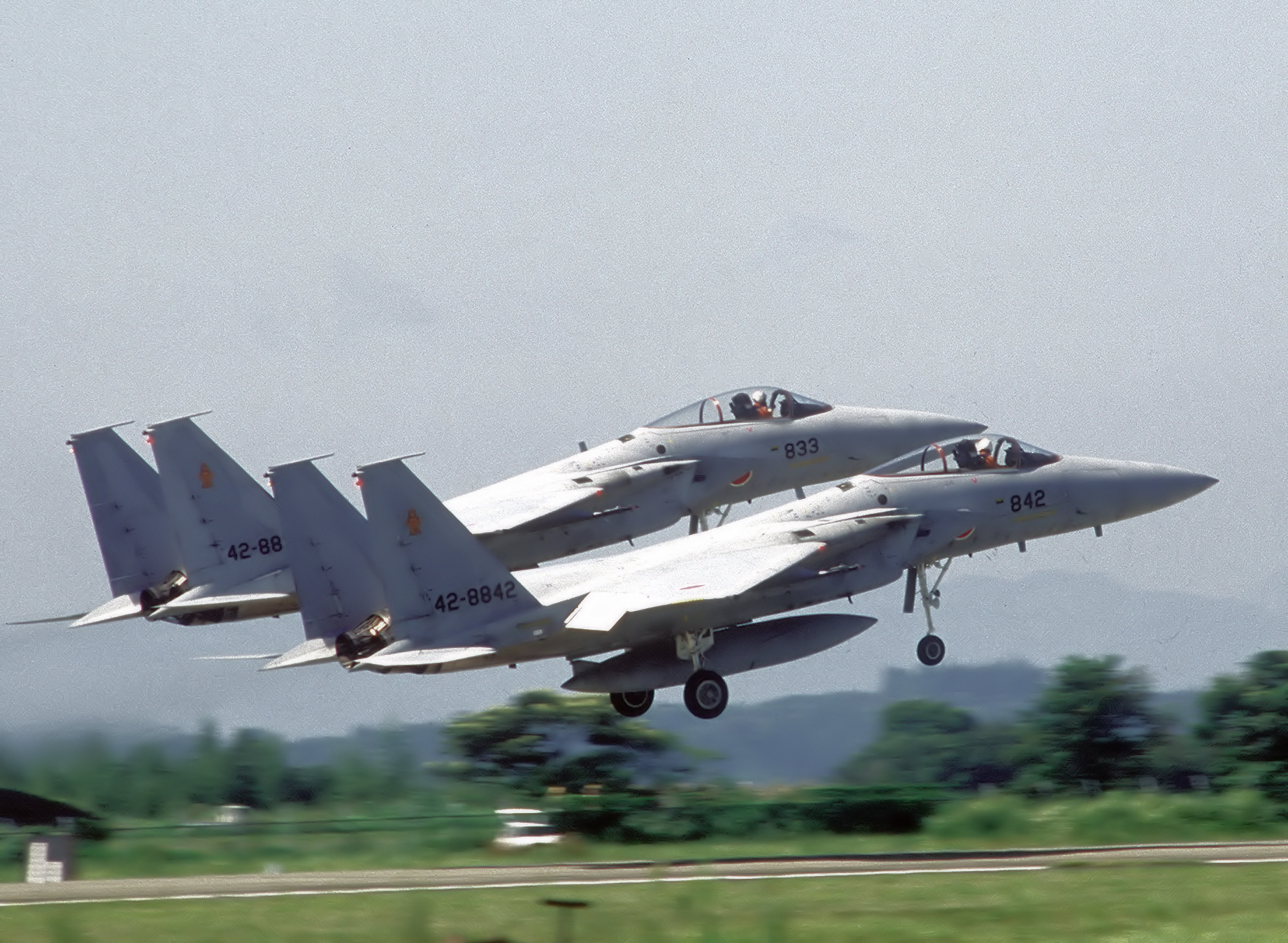
Två stycken F-15J startar
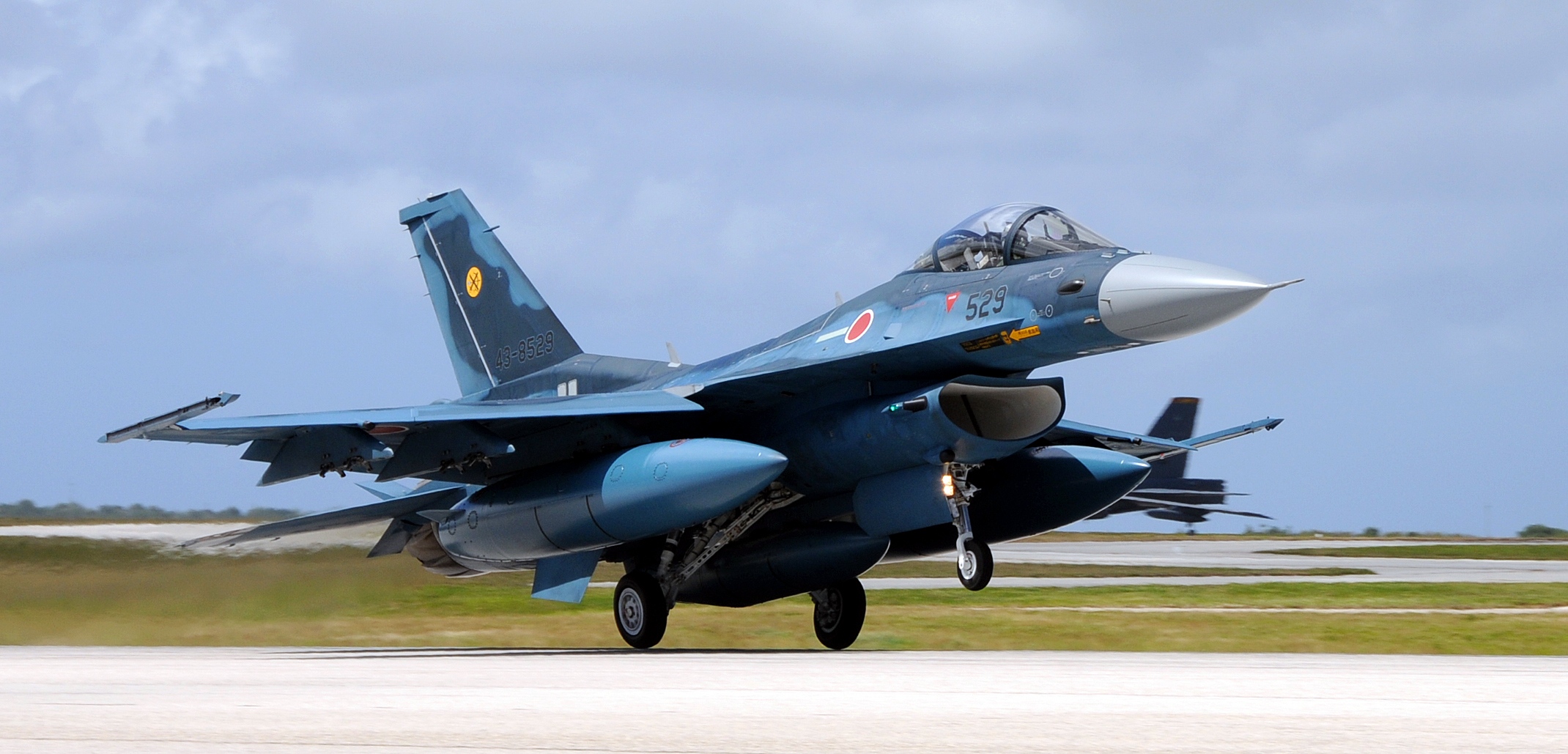
Mitsubishi F-2
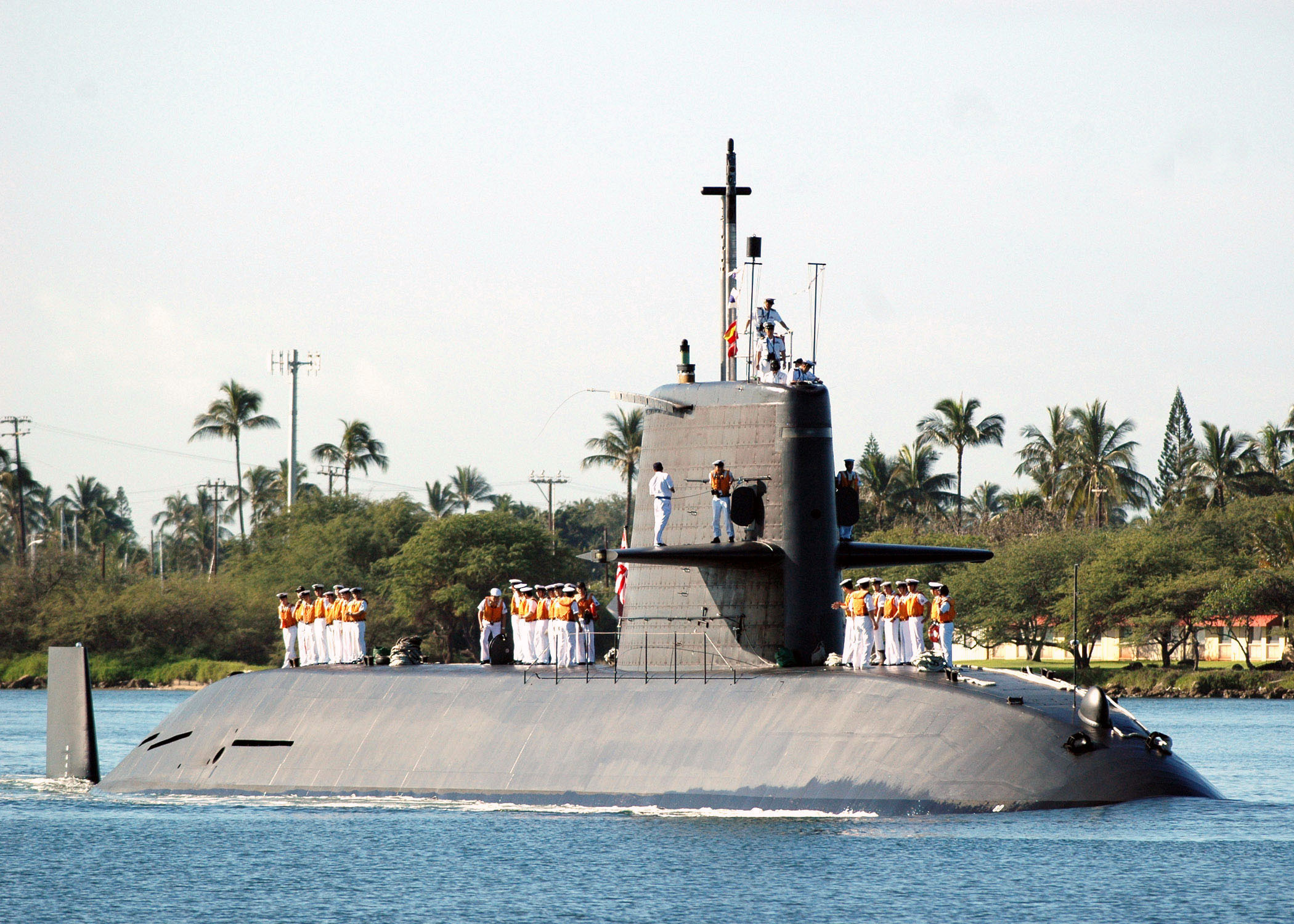
Ubåten Oyashio
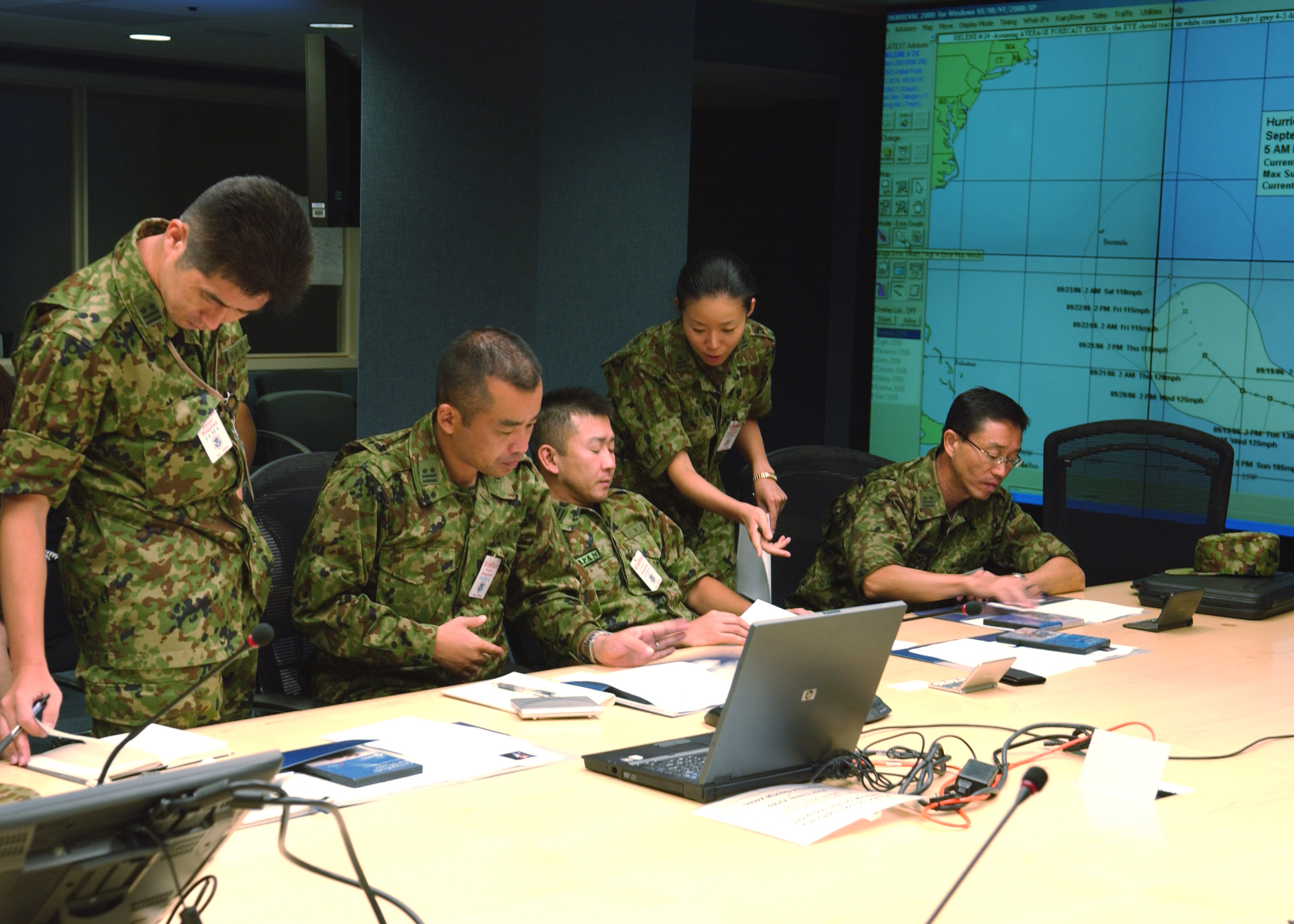
Planering under övning med räddningsinsatser
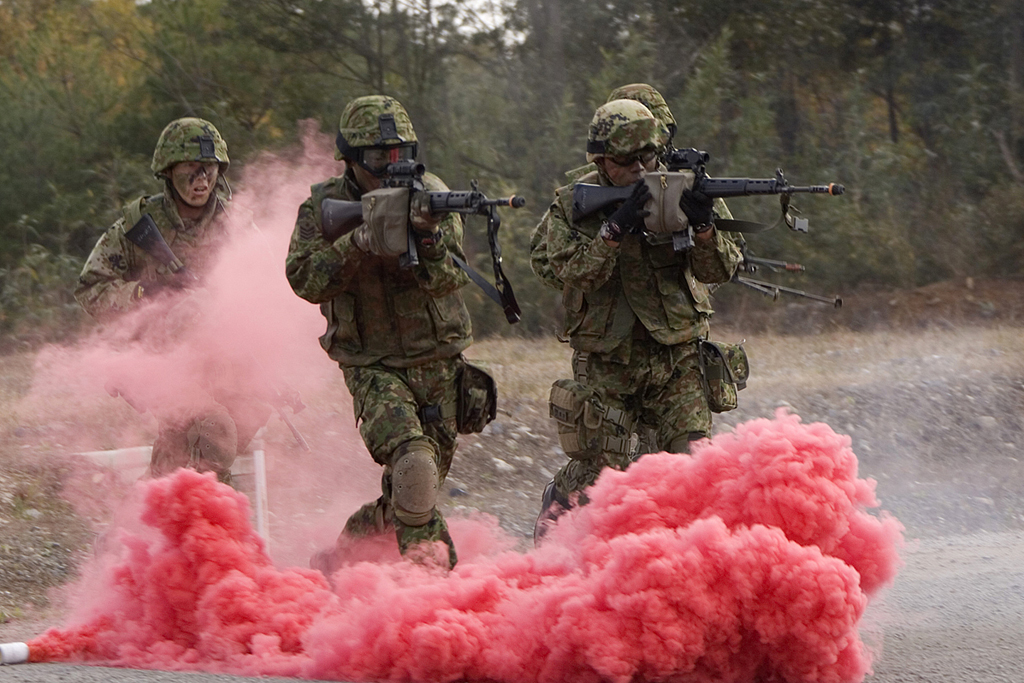
Stridsträning med 15:e regementet
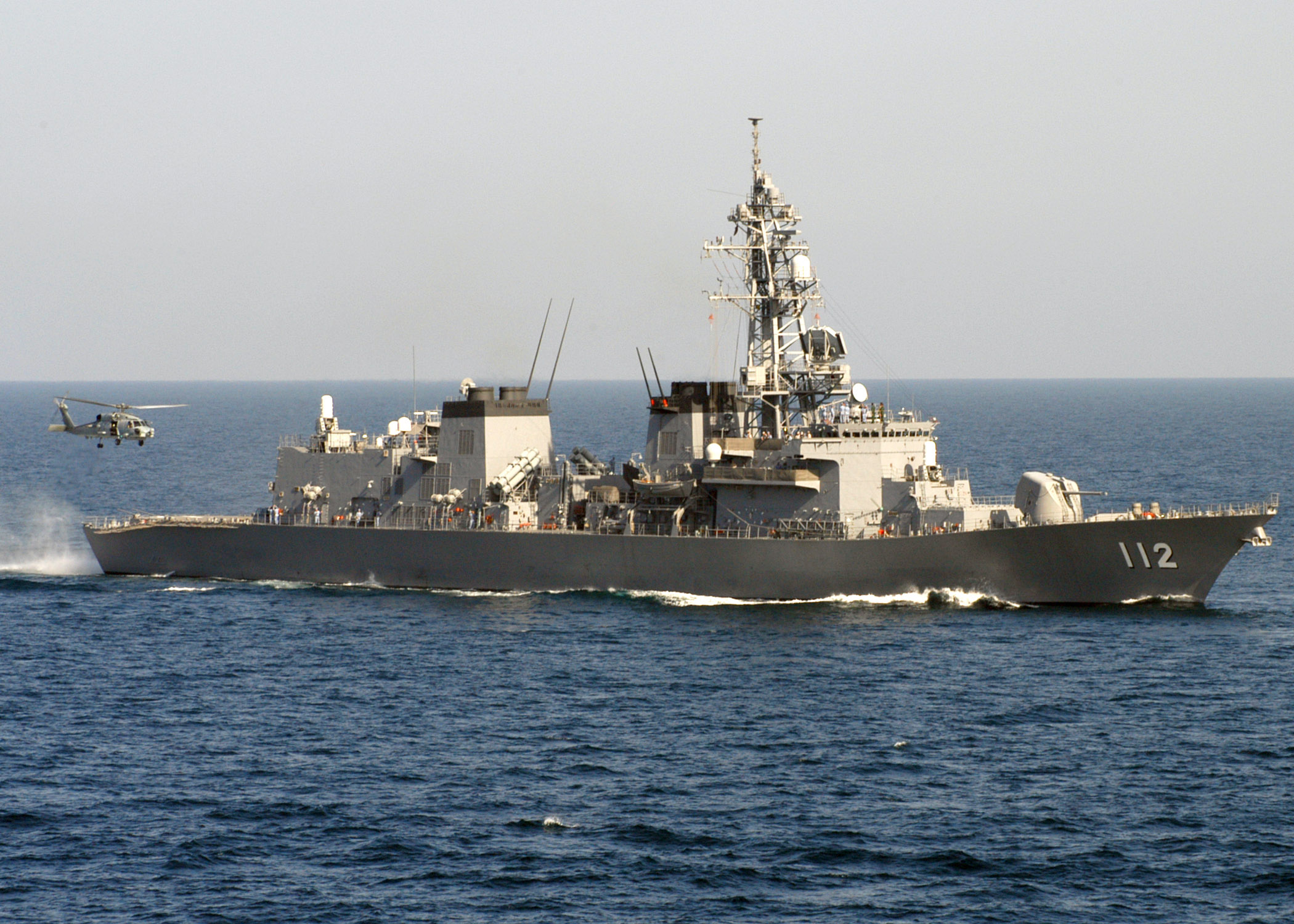
Fartyget Makinami
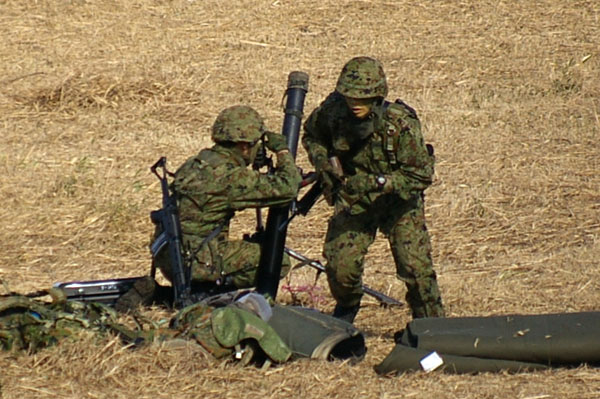
Träning med granatkastare (81mm)
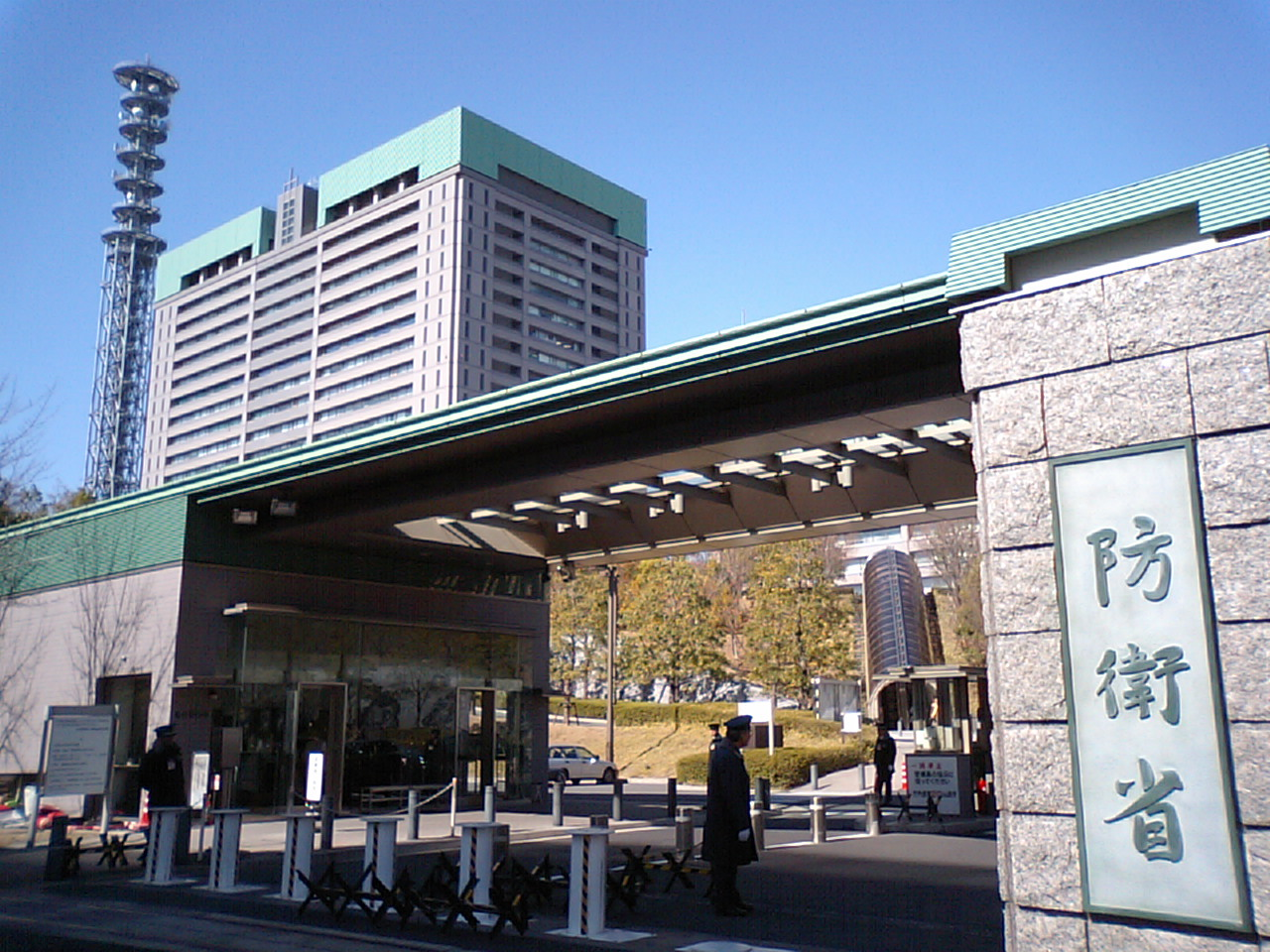
Japans försvarsministerium
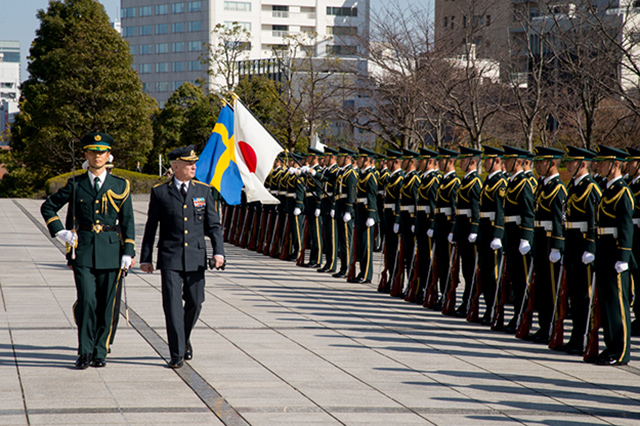
Japans honnörsvakt välkomnade Sveriges överbefälhavare Sverker Göranson